# ورسینگتوریکس
وِرسینگِتوریکس Vercingetorix (به فرانسوی ورسَنژِتوریVercingétorix، در لاتین و گالیک wer-king-gheto-rīks) (از ۷۲ (پیش از میلاد) تا ۴۶ (پیش از میلاد)) فرمانده قبیله آورن از قبیله‌های سلتی بود.او شورش گل‌ها را علیه جمهوری روم میان سالهای ۵۳-۵۲ (پیش از میلاد) رهبری نمود.نام او در زبان گالیک معنای اَبَر شاهِ سربازانِ پیاده معنا می‌دهد.

## تاریخچه

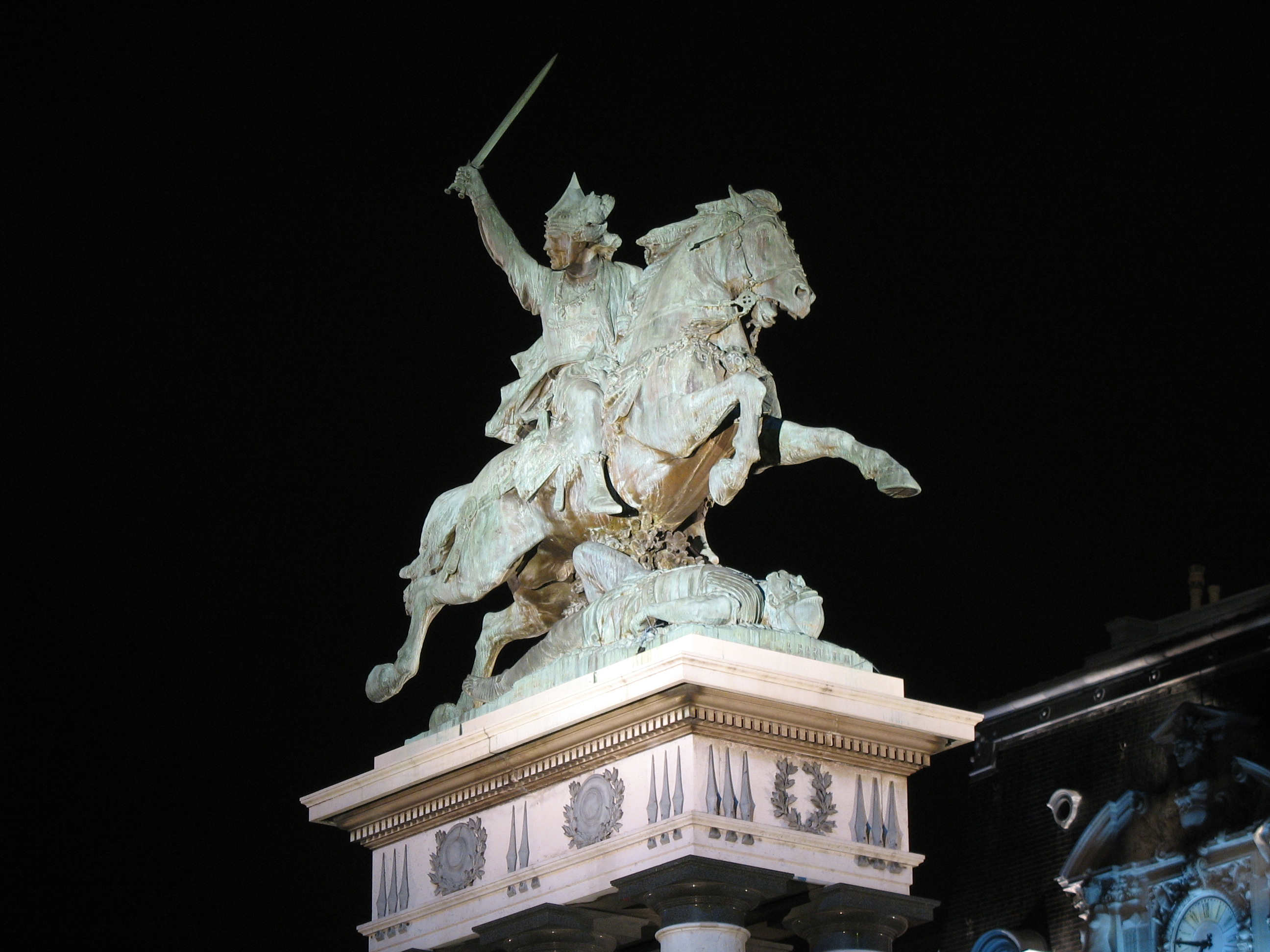
تندیس ورسیتگتوریکس در کلرمون-فران از شهرهای فرانسه

ژولیوس سزار میان سالهای ۵۸ تا ۵۳ پیش از میلاد چیرگی خود را بر همه سرزمین گل افکند و این سرزمین را به خاک روم پیوند زد و شورشهای گلها را نیز خواباند (جنگ‌های گالی). ولی ورسینگتوریکس توانست گلها را با هم همبسته کند و خود را پادشاه ایشان بخواند و با پیگیری شیوه‌های پیشرفته جنگی به نبرد با رومیان برخیزد.او از زمستان ۵۲ پیش از زایش خیزش خویش را آغاز نمود.در آغاز برخی از جمله عمویش با او مخالفت کردند ولی ورسینگتوریکس با پشتیبانی مردمان فرودست و بیچیزان به پادشاهی رسید و از سد مخالفانش گذشت.او قبیله‌های گوناگون را باهم یکی ساخت و همه قبیله‌های گل او را به عنوان فرمانده کل پذیرفتند.او در برابر لژیونرهای رومی سیاست زمین سوخته را پی گرفت. همچنین او ترجیح می‌داد از سنگرهای طبیعی برای پیشگیری از تازش رومیان سود برده شود. سزار و سربازانش در جنگ با گلها توانستند به شهر مرکز گردآمدن قبیله دست یابند و ۴۰ هزار تن از مردم آن را کشتار کردند.در جنگ پس از آن به نام جنگ گروویا سزار از ورسینگتوریکس شکست خورد.سزار عقب نشینی کردو به دژی به نام آلزیا پناه برد.سزار با شکیبایی بر سنگربندی و برج و باروی این دژ افزود و چشم به راه نیروی کمکی رومیان نشست. سرانجام ۱۰۰ هزار نیروی کمکی برای رومیان از راه رسیدند. ورسینگتوریکس ارتباط میان آنان و سزار را در آغاز گسست ولی سرانجام پیروزی با سزار و سربازانش بود (نبرد آلیزیا). ورسینگتوریکس تسلیم گشت. او را پنج سال به بند کشیدند و آنگاه در سال ۴۶ پیش از میلاد پس از یکی از جشنهای سزار خفه کردند یا به گفته‌ای گردن زدند.

## ورسینگتوریکس در فرهنگ توده
درباره زادروز او اختلاف نظر وجود دارد. او در هفده سالگی گلها را با هم یکی ساخته بود. در فرانسه هنوز یاد و افسانه‌های او به جاست. گفته می‌شود او در بند سزار بسیار مورد خوارداشت و آزار قرار می‌گرفت. شخصیت او در چهره پویانمای آستریکس تجلی یافته‌است.